# Corneli Mèrula
Els Corneli Mèrula foren una branca de la gens Cornèlia que portà el cognom Mèrula (llatí: Merula, 'merla'). Tres personatges amb aquest cognom destaquen a la història:
- Luci Corneli Mèrula, cònsol el 193 aC.
- Gneu Corneli Mèrula, llegat especial a Egipte el 162 aC.
- Luci Corneli Mèrula, cònsol el 87 aC.